# Famille Apafi
Pour les articles homonymes, voir Apafi.
La famille Apafi (en hongrois : Apafi család) était une famille noble hongroise et transylvanienne.

## Origines
Bethlen, fils de Lőrinc et vivant au XIIe siècle, eu deux fils : Péter, qui prit le nom de et fonda la famille Bethlen, et Olivér, dont les descendants (fils ou petit-fils) donneront la famille Apafi.

## Membres notables
- Miklós Apafi de Apa-nagyfalva (+1600), comte-suprême (főispán) de Küküllő (Nagy et Kis-Küküllő).
- György Apafi de Apa-nagyfalva (1588-1635), comte-suprême de Küküllő, fils du précédent.
- Abaffi Ier (1632-1690), prince de Transylvanie (1661-1690)
- Abaffi II (ca 1677-1713), prince de Transylvanie (1690-1699), fils du précédent.

## Liens, sources
- A Pallas nagy lexikona, 1893-1897